# 冬眠中はお静かに
『冬眠中はお静かに』（原題：Rock-a-Bye Bear, 公開：1952年7月12日）は、アメリカ合衆国の映画会社メトロ・ゴールドウィン・メイヤー (MGM) に所属していたアニメーターのテックス・アヴェリーによる短編アニメ作品のひとつ。

## スタッフ
- 監督 - テックス・アヴェリー
- 制作総括 - フレッド・クインビー
- アニメーション制作 - マイケル・ラー、グラント・シモンズ、ウォルター・クリントン
- 脚本 - ヘック・アレン、リッチ・ホーガン
- 音楽 - スコット・ブラッドリー

## 内容
ブルドッグのスパイクが「野良犬の家（City Dog Pound）」に収容されている。ある日野良犬の家に犬の派遣を要請する電話が入り、それを受けた職員は檻の中の犬たちに「希望者は名乗り出よ」と怒鳴りつけるが、犬たちは恐れをなして動こうとしない。1頭の意地悪なビーグル犬がスパイクをピンで突き、彼は飛び上がって職員につかまり、嫌々引っ張り出される羽目となる。派遣を要請して来たのは山奥に住む1頭のクマで、冬眠中に音を立てないように家を管理する仕事であるが、家は自由に使ってよく、給料も出るなど好条件だったので、それを聞いたビーグルは野良犬の家を脱走し、先回りして仕事にありつこうとする。
先に雇い主のクマと対面したスパイクであったが、クマは極めて神経質で怒りっぽく、少しでも音がするとスパイクを容赦なく怒鳴りつけ、「野良犬の家へ追い返すぞ」と言う。美人の写真を見たスパイクが思わず感嘆の口笛を吹いただけでたちまち飛んできて「やかましい!」とひっぱたくほどである。懲りたスパイクは写真を紙飛行機にして外へ飛ばしてしまった（これが最後の落ちにつながる伏線となる）。こんな様子を覗き見たビーグルは音を立ててスパイクを追い出そうと画策し、悪知恵を働かせて何度も攻撃を仕掛け、そのたびにスパイクは、音を出してクマの眠りを覚まさないよう必死に対抗する。ビーグルが戸棚から次々にグラスを投げ落とすと、スパイクは両手で受け、それでも足りないと両足も使ってやっと受け止める。そこへ最後に落ちてきたのがコショウのビン。まともに鼻で受けてくしゃみが出そうになるが、両手足がふさがったスパイクは懸命に尻を動かして外に出て、家から離れた山中で大きなくしゃみをし、グラスを投げ飛ばす。帰って来ると今度はテーブルで首を挟まれて動けなくされ、口にダイナマイトを放り込まれた。進退窮まったスパイク、必死で舌を家から離れた山中に伸ばしてそこで爆発させる。
この他、ビーグルとスパイクの攻防が息つく間もなく展開され続ける。最後にはビーグルが、クマの眠っている周囲に大量の爆薬を仕掛けて一気に爆発させるが、何とクマはそれでも起きず眠り続ける。呆気に取られたスパイクたちの前に、先刻飛ばした紙飛行機が帰って来た。それを広げて目をやったビーグルはつい口笛を吹いてしまう。とたんに目を覚ましたクマにこん棒を持って追いかけ回され、ビーグルはそれまでの悪行の報いを受ける事になった。
『ドルーピー』シリーズではたびたび保健所送りとなるスパイクだが、その続編とも言える内容である。『ねむいウサギ狩り』でみられた安眠妨害を面白おかしく見せる展開と「現場から遠くに走って行って絶叫」のルーティーン・ギャグの掛け合わせは1955年の『呼べど叫べど』、"The Legend of Rockabye Point"（原題）でも繰り返し使われ、1954年のトムとジェリー短編『止まらないシャックリ』も同様のプロットを用いている。

## 登場するキャラクター
スパイク
「泣く子も黙る」野良犬の家に収容された上、短気なクマの家に派遣され、意地悪なビーグル犬の計略で散々な目に遭わされ続ける。
ビーグル犬
意地悪でずる賢い性格。スパイクを終盤まで翻弄し続けるが、最後にどんでん返しで自分がひどい目に遭う。
クマ
冬眠中の留守番と静寂を求めて野良犬の家の犬を雇う。神経質で気短な性格で、スパイクが少し音を立てただけで、部屋中に響き渡るような大声で怒る。
また、吹き替えではスパイクに「ノックするのに音を出すな」と言っているが、これは「音を出すならノックするな」の言い間違いである。
「野良犬の家」の職員
スパイクなどの犬を管理している。高圧的で犬たちを怒鳴りつけているが、客に対しては慇懃な態度を取る。

## 声の出演
| キャラクター     | 原語版           | 日本語吹き替え版 |
| ---------------- | ---------------- | ---------------- |
| スパイク         | ビル・トンプソン | 北村弘一         |
| クマ             | ドーズ・バトラー | 小林清志         |
| 野良犬の家の男性 | ドーズ・バトラー | 小宮山清         |

## 日本でのTV放映
TBS版の『トムとジェリー』の短編に挟まれて放映されていた。